# 米勒灰叶猴
米勒灰叶猴（学名：Presbytis canicrus）一种分布于印度尼西亚加里曼丹岛的灵长类动物，隶属猴科叶猴属，也有资料将本种视为何氏叶猴（Presbytis hosei）的一个亚种。本种曾在2004年被认为已经灭绝，2011年又在印尼东加里曼丹的热带雨林重新发现。